# Włókiennictwo za panowania Almorawidów
Pod rządami Almorawidów i Almohadów, kraje zachodniej części Morza Śródziemnego tworzyły zjednoczony obszar gospodarczy, który korzystał z silnego systemu waluty złotej. Dynastie te kontrolowały szlaki handlowe obejmujące kopalnie złota w zachodnim Sudanie, a andaluzyjskie miasta portowe stały się wówczas popularnymi centrami handlowymi dla handlu złotem do zachodniej i środkowej Europy. W tym okresie kupcy mogli legalnie i bezpiecznie podróżować pomiędzy chrześcijańską północą a muzułmańskim południem: od Santiago de Compostela i Leónu, po Walencję i Sewillę. Najważniejszym przedmiotem handlu był andaluzyjski jedwab, który pomimo konkurencji w postaci wyrobów bizantyjskich, okazał się pewnym filarem andaluzyjskiej potęgi gospodarczej. Najważniejsze centra produkcji jedwabnych tkanin stanowiły Almeria, Murcja, Malaga, Walencja i Sewilla.

## Technika
Cechą charakterystyczną warsztatów hiszpańsko-muzułmańskich było wykorzystywanie dwóch zestawów osnów i wątków, z których jeden tworzył tkaninę podstawową, a drugi, przeplatany z pierwszym, dawał wzór. Te sploty są łatwo odróżnialne od splotów europejskich czy bliskowschodnich poprzez wyraźny efekt żeberkowy na prawej stronie tkaniny. Drugim wyróżnikiem tej techniki, występującym tylko w grupie jedwabiów z tego kręgu, jest unikalny system łączenia splotów cienkich nici ze złoconej skóry (hisz. oropel), w celu uzyskania efektu plastra miodu na materiale.

## Motywy i wzory
Zachowało się około pięćdziesięciu przykładów tych tkanin, wszystkie łączy technika wykonania oraz styl dekoracji opartej na powielonym motywie par zwierząt ujętych w duże okrągłe bordiury wykończone ornamentem przypominającym sznur pereł. Najczęściej centralne przedstawienie tworzą wyobrażenia lwów, gryfów, sfinksów, harpii, orłów heraldycznych lub pawi. Zwierzęta są ze sobą skonfrontowane lub oddzielone smukłą palmetą; niekiedy trzymają w szponach ofiary, takie jak antylopy czy gazele. Na niektórych materiałach są umieszczone ozdobne poziome pasy z inskrypcjami wyszytymi pismem kufickim.

## Przykłady dekoracyjnych tkanin

### Ornat Świętego Juana de Ortegi (I poł. XII w.)

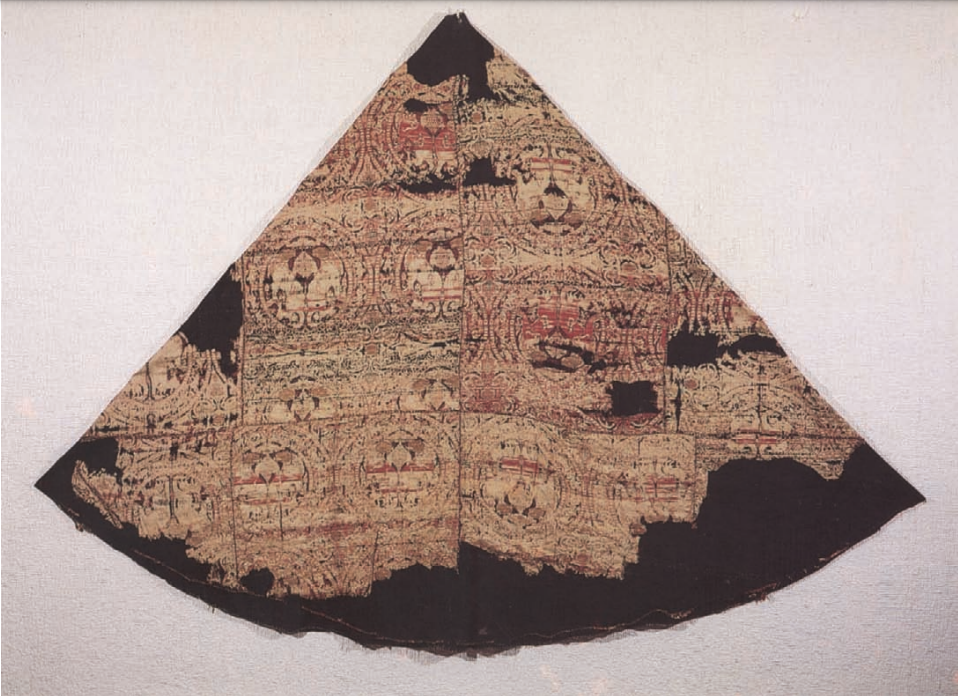
Ornat San Juan de Ortega

Na ornacie został wyszyty napis: „Zwycięstwo [dane] od Boga nad emirem Muzułmanów, Alim (...)", który nawiązuje do władcy Alego ibn Yusufa (1106-1143) z dynastii Almorawidów. Z uwagi na to, że szata ostatecznie należała do Juana de Ortegi, który zmarł w 1163 roku, ma ona istotne znaczenie dla ustalenia hiszpańskiej proweniencji i datowania całej grupy tkanin. Głównym motywem dekoracyjnym są pola z lwami w heraldycznym ujęciu, trzymającymi w łapach gazele.

### Całun San Pedro de Osma (ok. 1100 r.)

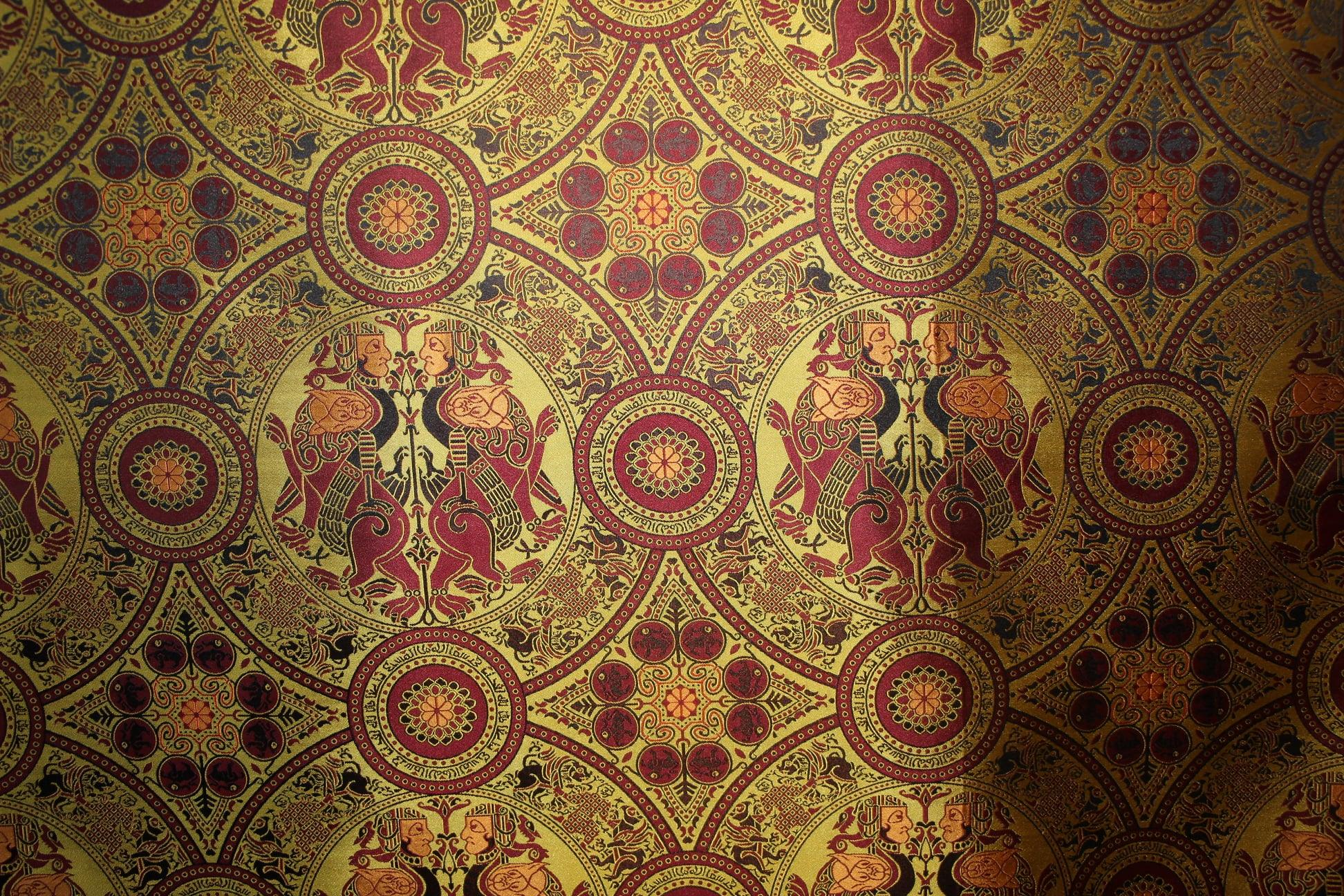
Całun San Pedro de Osma (rekonstrukcja)

Głównym motywem fragmentu całunu z grobu biskupa Pedro de Osma są dwa zwrócone do siebie twarzami sfinksy. Otacza je bordiura złożona z niewielkich postaci mężczyzn flankowanych przez dwa gryfy, charakterystycznego motywu sznura pereł oraz czterech palmet tworzących gwiaździsty układ w przestrzeniach niezapełnionych dekoracją figuralną (jest to szeroko wykorzystywany od czasów starożytnych motyw persko-sasanidzki). Najciekawszym aspektem tego dzieła jest kuficka inskrypcja, przekazująca, iż powstało ono w Bagdadzie, jednak badacze są zdania, że napis mógł zostać sfałszowany, aby uczynić produkt bardziej wartościowym, ze względu na ówczesną renomę tamtejszych manufaktur włókienniczych. W XI i XII wieku rzeczywiście istniały przepisy zakazujące fałszowania podpisów na tkaninach, niemniej jednak znaki na całunie są typowo łacińskie; co więcej, technika i kolorystyka są dokładnie takie same jak w przypadku innych dzieł z tej grupy.